# ریزشهاب‌سنگ
ریزشهاب‌سنگ (انگلیسی: Micrometeorite) یک ذره فرازمینی است در اندازه‌های ۵۰ میکرومتر تا ۲ میلیمتر که معمولاً روی سطح زمین پیدا می‌شود و اساساً ریزشهابواره‌هایی هستند که با گذر از جو زمین از بین نرفته و به سطح زمین می‌رسند. ریز شهابسنگها از شهاب سنگ‌ها کوچکتر، فراوانتر، دارای ترکیبات متنوعتر و یک زیرمجموعه از غبار کیهانی هستند که همچنین شامل ذرات غبار بین سیاره‌ای هم هستند.
ریزشهاب‌سنگ‌ها با سرعت بالا (حداقل ۱۱ کیلومتر بر ثانیه) وارد جو زمین می‌شوند و از طریق اصطکاک و فشرده سازی اتمسفر گرم می‌شوند. هر ذره ریزشهاب‌سنگ بین ۹-۱۰ و ۴–۱۰ گرم وزن دارند.

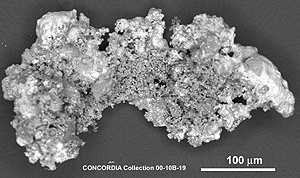
نمونه ای از یک ریزشهاب‌سنگ یافت شده در قطب جنوب.

فرد لارنس ویپل برای اولین بار مفهوم «ریز شهابسنگ» را برای توصیف اشیایی در اندازه گرد و غبار که به زمین می‌رسند به کار برد. گاهی اوقات شهابسنگها و ریزشهاب‌سنگ‌ها به جو زمین وارد می‌شوند و به عنوان شهابواره یا «تیر شهاب» قابل مشاهده هستند.

## معرفی
بافت ریزشهاب‌سنگ‌ها به این دلیل که ترکیب اصلی ساختاری و معدنی خود را با درجه حرارتی که در هنگام ورود به جو زمین بدست می‌آورند و سرعتی که دارند، منحصربفرد است. در مجموعه آنها از ذراتی که ذوب نشده و بافت کانی‌شناختی خود را حفظ کرده‌اند تا ذراتی که بخش اعظم جرم خود را از طریق تبخیر دست داده‌اند یافت می‌شود. دسته‌بندی ریزشهاب‌سنگ‌ها بر اساس ترکیب و درجه دمایی که دیده‌اند می‌باشد.
- فلزی که در آنها قرار دارد شبیه به چیزی است که در شهابسنگهاست.[۶]
- بعضی از آنها دارای وستیت که اکسید آهن با درجه حرارت بالا است و در پوسته شهاب سنگها یافت می‌شوند هستند.[۷]
- مواد معدنی سیلیکاتی آنها جزء مواد کمیاب و اصلی است که در شهابسنگ‌ها دیده می‌شود.[۸][۹]
- فراوانی منگنز کیهانی (53Mn) در گویچه‌های آهن و بریلیم کیهانی (10Be)، آلومینیوم (26Al) و ایزوتوپ نئون خورشیدی در ریزشهاب‌سنگ‌های سنگی، بیشتر از مقدار زمینی است.[۱۰][۱۱]
- حضور دانه‌های پیش خورشیدی در برخی از ریزشهاب‌سنگ‌ها[۱۲] و غلظت دوتریم در ریزشهاب‌سنگ‌های فوق کربنیک نشان می‌دهد که آنها نه تنها فرازمینی هستند بلکه برخی از ترکیبات آنها قبل از منظومه شمسی تشکیل شده‌است. تخمین زده می‌شود ۲۰٬۰۰۰ تا ۳۰٬۰۰۰ تن در سال از گرد و غبار کیهانی وارد لایه‌های فوقانی جو زمین می‌شود که کمتر از ۱۰٪ از آنها به سطح زمین می‌رسند؛ بنابراین، جرم کل ریزشهاب‌سنگ‌ها تقریباً ۵۰ برابر بیشتر از آنچه که برای شهابسنگها تخمین زده می‌شود، که تقریباً ۵۰ تن در سال است، می‌باشد[۱۳] و مقدار زیاد ذرات وارد شده به جو زمین در هر سال نشان می‌دهد که مجموعه ریزشهاب‌سنگ‌های منظومه شمسی شامل ذراتی از اجزای منظومه شمسی شامل سیارک‌ها، دنباله دارها و قطعاتی از ماه و مریخ است.[۱۴]

## محلهای جمع‌آوری
ریزشهاب‌سنگ‌ها از رسوبات دریاهای عمیق، سنگ‌های رسوبی و رسوبات قطبی جمع‌آوری می‌شوند و در حال حاضر مهمترین منبع جمع‌آوری آنها برف و یخ قطبی است.

### رسوبات اقیانوسی
در سالهای ۱۸۷۳ تا ۱۸۷۶ با عملیات HMS چلنجر برای اولین بار از رسوبات دریای عمیق مقداری ریزشهاب‌سنگ ذوب شده جمع‌آوری شد. در سال ۱۸۹۱، موری و رنارد «دو گروه از ریزشهاب‌سنگ‌ها را پیدا کردند: اول، گویچه مغناطیسی سیاه و سفید، با یا بدون هسته فلزی؛ دوم، گویچه رنگ قهوه ای شبیه به کندرول، با ساختار بلوری». در سال ۱۸۸۳، آنها ابراز کردند که این گویچه‌ها فرازمینی هستند، زیرا به دور از منابع زمین یافت نشدند و شباهت مغناطیسی و هسته‌های فلزی آهن-نیکل (Fe-Ni) آنها شبیه آهن فلزی یافت شده در سنگ‌های آتشفشانی نبود. گویچه‌ها بیشتر در رسوباتی که به آهستگی و در مدت طولانی ایجاد می‌شوند تجمع یافته بودند، به خصوص رسوبات خاک رس. علاوه بر کره‌هایی با هسته فلزی Fe-Ni، برخی از گویچه‌های بزرگتر از ۳۰۰ میکرومتر حاوی یک هسته از عناصر از گروه پلاتین بودند.